# Finnischer Fußballpokal 1973
Der Finnische Fußballpokal 1973 (finnisch Suomen Cup 1973) war die 19. Austragung des finnischen Pokalwettbewerbs. Er wurde vom finnischen Fußballverband ausgetragen. Das Finale fand am 7. Oktober 1973 im Olympiastadion Helsinki statt. 
Pokalsieger wurde Titelverteidiger Lahden Reipas. Das Team setzte sich im Finale gegen Seinäjoen PS mit 1:0 durch und qualifizierte sich damit für den Europapokal der Pokalsieger.
Alle Begegnungen wurden in einem Spiel ausgetragen. Bis einschließlich Viertelfinale wurde bei unentschiedenem Ausgang das Spiel um zweimal 15 Minuten verlängert. Stand danach kein Sieger fest, folgte ein Elfmeterschießen. Ab dem Halbfinale wurde dagegen das Spiel auf des Gegners Platz wiederholt. Bis zur 2. Runde hatten unterklassige Teams Heimrecht.

## Teilnehmende Teams
Für die erste Hauptrunde waren 22 Vereine der ersten und zweiten Liga direkt qualifiziert. Dazu kamen 42 Mannschaften ab der dritten Liga abwärts, die nach drei Qualifikationsrunden startberechtigt waren.
| Veikkausliiga (11) | I divisioona (11) | II divisioona (14) |
| --- | --- | --- |
| - Helsingin Ponnistus - HJK Helsinki - Ilves-Kissat Tampere - Kokkolan Palloveikot - Kuopion Pallotoverit - Kuopion PS - Lahden Reipas - Mikkelin Palloilijat - Oulun Työväen Palloilijat - Turku PS - Lahti-69       | - Gamlakarleby BK - Haka Valkeakoski - Helsingfors IFK - FF Jaro - Kronohagens IF - Mikkelin Pallo-Kissat - Myllykosken Pallo -47 - Oulun Palloseura - Rauman Pallo - Seinäjoen PS - Vaasan PS | - Grankulla IFK - Hangö AIK - Jakobstads BK - Kajaanin Palloilijat - Kotkan Työväen Palloilijat - Kuopion Elo - Oulun Luistinseura - Porin Ässät - Puotinkylän Valtti - Salon Vilpas - Savilahden Urheilijat - Tampereen Kisa-Toverit - Vaasan Sport - Voikkaan Pallo-Peikot |
| III divisioona (20) | III divisioona (20) | IV divisioona (8) |
| - Eleven Lahti - IF Finströmskamraterna - Hämeenlinnan Pallokerho - Hyvinkään Apollo - Hyvinkään Palloseura - Jämsänkosken Ilves - Karihaaran Tenho - Käpylän Pallo - IF Kraft Närpes - Littoisten Työväen Urheilijat | - Loviisan Tor - Rovaniemi PS - Savonlinnan TP - Saimaan Pallo - Suolahden Urho - Tikkurilan PS - Töölön Vesa - Turun Pyrkivä - Uudenkaupungin Roima - Valkeakosken Koskenpojat                | - Haapamäen Pallo-Pojat - Karakallion Pallo - Karkkilan Urheilijat - Kokkolan Jymy - Kokkolan Konkarit - Niemisen Urheilijat - Sunds IF - Vantaan Pallo-70 |

## 1. Runde
|                            | Ergebnis              |                               |
| -------------------------- | --------------------- | ----------------------------- |
| Haapamäen Pallo-Pojat      | 0:1                   | Seinäjoen PS                  |
| Kokkolan Jymy              | 1:5                   | Kokkolan Konkarit             |
| Niemisen Urheilijat        | 0:3                   | Savonlinnan TP                |
| IF Kraft Närpes            | 1:3                   | FF Jaro                       |
| Loviisan Tor               | 4:1                   | Töölön Vesa                   |
| Eleven Lahti               | 0:3                   | Helsingfors IFK               |
| Porin Ässät                | 0:1                   | Vaasan PS                     |
| Suolahden Urho             | 2:4                   | Lahti-69                      |
| Mikkelin Pallo-Kissat      | 4:1                   | Kuopion PS                    |
| Hämeenlinnan Pallokerho    | 1:2                   | Littoisten Työväen Urheilijat |
| Tampereen Kisa-Toverit     | 2:1                   | Turku PS                      |
| Hangö AIK                  | 1:2 n. V.             | Lahden Reipas                 |
| Vaasan Sport               | 3:1                   | Gamlakarleby BK               |
| Kuopion Elo                | 2:0                   | Savilahden Urheilijat         |
| Karkkilan Urheilijat       | 3:4                   | Tikkurilan PS                 |
| Jämsänkosken Ilves         | 0:3                   | Haka Valkeakoski              |
| Vantaan Pallo-70           | 0:3                   | Käpylän Pallo                 |
| Turun Pyrkivä              | 3:1                   | Helsingin Ponnistus           |
| Jakobstads BK              | 0:7                   | Kokkolan Palloveikot          |
| Salon Vilpas               | 0:2                   | HJK Helsinki                  |
| Valkeakosken Koskenpojat   | 1:5                   | Grankulla IFK                 |
| Uudenkaupungin Roima       | 7:4                   | Rauman Pallo                  |
| Hyvinkään Palloseura       | 0:0 n. V. (3:2 i. E.) | Puotinkylän Valtti            |
| Karakallion Pallo          | 1:4                   | Hyvinkään Apollo              |
| Voikkaan Pallo-Peikot      | 1:5                   | Kuopion Pallotoverit          |
| Kotkan Työväen Palloilijat | 0:1                   | Mikkelin Palloilijat          |
| Saimaan Pallo              | 3:0                   | Myllykosken Pallo -47         |
| Rovaniemi PS               | 1:2                   | Oulun Palloseura              |
| Oulun Luistinseura         | 0:3                   | Kajaanin Palloilijat          |
| Karihaaran Tenho           | 0:8                   | Oulun Työväen Palloilijat     |
| Sunds IF                   | 2:2 n. V. (4:5 i. E.) | IF Finströmskamraterna        |
| Kronohagens IF             | 2:1                   | Ilves-Kissat Tampere          |

## 2. Runde
|                               | Ergebnis              |                           |
| ----------------------------- | --------------------- | ------------------------- |
| Kokkolan Konkarit             | 0:3                   | FF Jaro                   |
| Savonlinnan TP                | 0:2                   | Kuopion Pallotoverit      |
| Seinäjoen PS                  | 2:0                   | Oulun Työväen Palloilijat |
| IF Finströmskamraterna        | 2:0 n. V.             | Uudenkaupungin Roima      |
| Käpylän Pallo                 | 0:6                   | Lahden Reipas             |
| Vaasan PS                     | 3:1                   | Kokkolan Palloveikot      |
| Tikkurilan PS                 | 3:1                   | Lahti-69                  |
| Kuopion Elo                   | 0:2                   | Mikkelin Pallo-Kissat     |
| Tampereen Kisa-Toverit        | 2:1 n. V.             | Vaasan Sport              |
| Saimaan Pallo                 | 0:1                   | Mikkelin Palloilijat      |
| Loviisan Tor                  | 1:1 n. V. (5:6 i. E.) | Kronohagens IF            |
| Hyvinkään Palloseura          | 0:4                   | Haka Valkeakoski          |
| Turun Pyrkivä                 | 5:1                   | Helsingfors IFK           |
| Hyvinkään Apollo              | 0:3                   | HJK Helsinki              |
| Kajaanin Palloilijat          | 3:1 n. V.             | Oulun Palloseura          |
| Littoisten Työväen Urheilijat | 0:2 n. V.             | Grankulla IFK             |

## 3. Runde
|                        | Ergebnis  |                        |
| ---------------------- | --------- | ---------------------- |
| IF Finströmskamraterna | 2:3       | Vaasan PS              |
| Tikkurilan PS          | 0:1       | Kronohagens IF         |
| Mikkelin Palloilijat   | 2:1       | Kuopion Pallotoverit   |
| Kajaanin Palloilijat   | 1:2       | Seinäjoen PS           |
| Grankulla IFK          | 2:4 n. V. | Lahden Reipas          |
| HJK Helsinki           | 4:3       | Turun Pyrkivä          |
| Haka Valkeakoski       | 1:0       | Mikkelin Pallo-Kissat  |
| FF Jaro                | 4:0       | Tampereen Kisa-Toverit |

## Viertelfinale
|                      | Ergebnis              |                  |
| -------------------- | --------------------- | ---------------- |
| Vaasan PS            | 0:1                   | Haka Valkeakoski |
| Seinäjoen PS         | 2:1                   | Kronohagens IF   |
| Mikkelin Palloilijat | 4:1                   | HJK Helsinki     |
| FF Jaro              | 0:0 n. V. (3:4 i. E.) | Lahden Reipas    |

## Halbfinale
|                  | Ergebnis  |                      |
| ---------------- | --------- | -------------------- |
| Haka Valkeakoski | 0:0 n. V. | Seinäjoen PS         |
| Lahden Reipas    | 3:1       | Mikkelin Palloilijat |

### Wiederholungsspiel
|              | Ergebnis |                  |
| ------------ | -------- | ---------------- |
| Seinäjoen PS | 4:1      | Haka Valkeakoski |

## Finale
| Paarung       | Lahden Reipas – Seinäjoen PS |
| Ergebnis      | 1:0 (?:?) |
| Datum         | 7. Oktober 1973 |
| Stadion       | Olympiastadion, Helsinki |
| Zuschauer     | 2.846 |
| Tore          | 1:0 Olavi Litmanen (?.) |
| Lahden Reipas | Eingesetzte Spieler: Harri Holli – Timo Kautonen, Pekka Kosonen, Mikko Kautonen, Erkki Lehtinen, Markku Repo, Urho Partanen, Raimo Hukka, Pertti Jantunen, Olavi Litmanen, Jouko Kataja, Jorma Salonen, Juha Peltomaa |